# تحلیل شبکه اجتماعی
تحلیل شبکه اجتماعی (انگلیسی: Social network analysis) فرایند بررسی ساختارهای اجتماعی از طریق استفاده از نظریه شبکه و نظریه گراف است. ساختارهای شبکه‌ای را از نظر گرهها (کاربران فردی یا چیزهای درون شبکه‌ای) و پیوندها، لبه‌ها یا پیوندهای بین‌فردی (روابط یا تعاملات) که آن‌ها را به هم متصل می‌کند، مشخص می‌کنند. نمونه‌هایی از ساختارهای اجتماعی که از طریق تحلیل شبکه‌های اجتماعی تجسم می‌شوند عبارتند از: شبکه‌های رسانه‌های اجتماعی، میم، گردش اطلاعات، شبکه‌های دوست‌یابی، شبکه‌های تجاری، شبکه‌های دانش‌محور، شبکه‌های روابط کاری، نمودارهای همکاری، شبکه‌های خویشاوندی، شبکه‌های روابط جنسی. این شبکه‌ها اغلب از طریق سوسیوگرام‌ها تجسم می‌شوند که در آن گره‌ها به‌عنوان نقاط و پیوندها به‌عنوان خطوط نشان داده می‌شوند. این تجسم‌ها ابزاری برای ارزیابی کیفی شبکه‌ها با تغییر نمایش بصری گره‌ها و لبه‌های آن‌ها برای بازتاب ویژگی‌های مورد علاقه فراهم می‌کنند.
تحلیل شبکه اجتماعی به‌عنوان یک تکنیک کلیدی در جامعه‌شناسی مدرن پدیدار شده است. همچنین در موارد زیر محبوبیت قابل توجهی به دست آورده است: انسان‌شناسی، زیست‌شناسی، جمعیت‌شناسی، مطالعات ارتباطاتی، اقتصاد، جغرافیا، تاریخ، علم اطلاعات، مطالعات سازمانی، فیزیک، علوم سیاسی، بهداشت عمومی، روان‌شناسی اجتماعی، مطالعات توسعه، زبان‌شناسی اجتماعی، علوم کامپیوتر، آموزش از راه دور، و به‌عنوان یک ابزار مصرف سرگرمی در دسترس است.